# György Oszkár
György Oszkár – eredeti nevén Groszmann György – (Budapest, 1882. december 27. – Auschwitz, 1944) magyar költő, műfordító. „Gazdag és kulturált költő, a francia líra egyik legjobb magyar ismerője és buzgó, hűséges tolmácsa." Nem voltak zajos sikerei, „csak a költészet lelkesebb sáfárai tartották számon aggódó szeretettel székesfehérvári magányában.”

## Pályafutása
Groszmann Mór esztergomi rőfösáru-kereskedő és Hőnig Róza fia. Gyermekkorát nagyrészt a főváros VI. kerület, Király u. 28. szám alatti lakásban töltötte. Alig másfél éves volt, amikor édesanyja meghalt. Később apja újra megnősült, a két házasságban összesen hét gyermek született. 1903-ban családnevét Groszmannról Györgyre változtatta.
Középiskoláit a budapesti Barcsay utcai gimnáziumban, majd a Piarista Gimnáziumban végezte. 1901-ben érettségizett és szeptembertől a budapesti Magyar Királyi Tudományegyetem magyar–francia szakán tanult tovább. 1903-ban francia vizsgája nem sikerült, így halasztania kellett az egyetemen. 1904 tavaszán Párizsba ment, három hónapig a Sorbonne hallgatója volt. Megismételt francia vizsgája Budapesten 1904 őszén megint nem sikerült, végül 1906 nyarán fejezte be az egyetemet. Valamikor besorozták katonának, de szolgálati helye és időpontja nem ismeretes.
Rövid ideig a Revue de Hongrie munkatársaként, majd helyettes, illetve megbízott tanárként dolgozott: 1907 első felében Győrött, 1908–1909-ben Lippán, 1909 őszétől egy évig Debrecenben, 1910-ben a főváros VI. kerületében. Közben írt, fordított. 1911-ben megjelent első verskötete, melyet fiatalon meghalt édesanyja emlékének szentelt (In memoriam, Debrecen, 1911).
1910-től kilenc évig Ungváron a reáliskolában tanított. Akkoriban Szabó Dezső is ott tanított, aki róla mintázta Az elsodort falu című regényének néhány alakját, pl. Gyöngyi Oszkárét. Kárpátalja elcsatolása miatt 1920-ban visszatért Budapestre. 1920 őszétől húsz éven át Székesfehérvár reálgimnáziumában volt magyar-, illetve francia nyelv- és irodalom-, valamint földrajztanár.
1921. december 25-én Székesfehérváron feleségül vette a nála húsz évvel fiatalabb Friedmann Katalint (Fridman Márton és Strasser Janka lányát), házasságukból két leány született: Magdolna (1922) és Ágnes (1924). 1932-ben a városban akkor alapított Vörösmarty Társaság alelnöke lett, a Vár című irodalmi és művészeti folyóiratuk (1938) első három számát szerkesztette. Származása miatt előbb ettől, majd 1940-ben a tanítástól is meg kellett válnia, kényszernyugdíjazták. Utána magánórák adásával egészítette ki nyugdíját.
Közben írt, fordított, író- és költőbarátaival sűrű levelezést folytatott, igyekezett – bár nem mindig sikerült – munkáit önálló kötetekben kiadatni. A háború idején verseinek, levelezésének egy része odaveszett. 1944. június 6-án a város zsidóságát gyűjtőtáborba, egy külvárosi téglagyárba vitték, 14-én tehervagonokba zsúfolták és Auschwitz-Birkenauba indították. Köztük volt György Oszkár is feleségével, anyósával, két lányával és 3 éves unokájával együtt. Közülük csak két fiatal lánya menekült meg, akik mint munkaképesek Dachau kauferingi melléktáborába kerültek. Utóbb mindketten Kanadában találtak új hazára.
1947-ben, 65. születésnapján emlékülést rendeztek György Oszkár tiszteletére, ahol egykori kollégája, Kardos László tartott emlékbeszédet. Emléktábláját 1948. március 15-én avatták fel hajdani iskolája falán, akkor Jankovich Ferenc költő emlékezett egykori tanárára.

## Irodalmi munkássága
Versírással és műfordítással egyetemi évei alatt kezdett foglalkozni. Látogatta Négyesy László stílusgyakorlatait, melyen többek között részt vett Juhász Gyula, Balázs Béla, Kosztolányi Dezső, valamint Babits Mihály, akivel barátságot kötött és sokáig levelezett. Egész életében sokat írt, de viszonylag  kevés költeménye látott napvilágot, és igazi elismerésük elmaradt. Eredeti verseiből három kötet jelent meg, kis példányszámban. Az életmű összegzéseként 1942-ben 140 versből álló kötetet szeretett volna megjelentetni, de erre az adott történelmi helyzetben nem volt lehetőség.). Sok verse kéziratban maradt, illetve a háború idején elpusztult.
Első verskötete (In memoriam, 1911) nem keltett különösebb figyelmet. Elsősorban a francia modern szerzők, Charles Baudelaire és Paul Verlaine képviselte dekadens, szimbolista költészet útját járta, ezt mutatja már az első kötet számos költeménye is. (Néhány verscím: Halál és szerelem, Együtt a halállal, Gyászruhás asszony). „Modern lírájának alapvető jellegzetessége a titokzatos, sejtelmes metaforikusság, a tudatosan fenntartott homályosság valamint a hiány élménye.” Meghatározó élménye a gyermekkori tragédia, édesanyja korai elvesztése; visszatérő témái, motívumai az anya–gyermek, az árvaság, a magány, a halál. Második kötetének (Titkok, 1926) sok verse is ilyen lírai vallomás. Alapvetően befelé forduló költő volt, „költészete a vallomásos lírával rokonítható.” Utolsó kötetében, A végtelen fasorban a korábbi témák, az élet végső kérdései mellett új motívumok is megjelennek (a természet, a táj, a kert) és a korábbi versek stílusától eltérő, expresszionista-szürrealista hatás érződik. Az egész költészetét átható „árvaságérzet és elmúlástudat” azonban ennek a kötetnek is sajátja maradt.
A költészet mellett prózával is foglalkozott, elbeszéléseket és irodalomtörténeti tanulmányokat írt, de azokból alig valamit publikált. Összesen hat prózai epikai műve (novellája és útirajza) jelent meg különböző vidéki lapokban; ennél jóval több maradt kéziratban.

### Versfordításai
Versfordításait műgond és az eredeti szöveghez való hűség jellemzi. Első fordításkötete, bő tíz év fordító munkájának gyümölcse 1917-ben látott napvilágot, 1920-ban másodszor is megjelent. Ez volt Baudelaire Les Fleurs du Mal című, irodalomtörténeti jelentőségű kötete verseinek – ha nem is a teljes kötetnek – első magyar nyelvű fordítása; az eredeti 150-ből 71 verset tartalmazott. Kötete elismerést kapott, sőt azt lehet mondani, hogy ezzel érte el költői pályája egyetlen igazi sikerét. „Örömmel köszöntjük az első magyar Baudelaire kötetet, mint a modern líra szent könyvét, és teljes elismeréssel vagyunk a fordító iránt, aki ilyen drága ajándékot adott a magyar irodalomnak.” – írta a Szegedi Naplóban Móra Ferenc. (A teljes Baudelaire-kötet egyébként A romlás virágai címen 1923-ban Babits, Kosztolányi és Szabó Lőrinc fordításában látott napvilágot.) Második fordításkötete, a Jóság (Paul Verlaine: Sagesse) kevesebb figyelmet kapott. Harmadik fordításkötetének érdeme, hogy addig itthon szinte teljesen ismeretlen francia költőket szólaltatott meg magyarul.
1936-ra Paul Valéry és Paul Claudel válogatott verseinek fordításával is elkészült, de nem tudta azokat kötetben megjelentetni; többségük később elveszett. A Nyugat néhány saját versét közölte (Babits segítségével, az 1930-as években), de műfordításait nem. „György Oszkár tehát a századelőn írt verseivel egy kifejezetten modern irányt képviselt. (…) A Nyugat első nemzedékének vonzásában alkotott, de ami publikálásának lehetőségeit és verseinek elismertségét illeti, csak a Nyugat árnyékában tudott létezni.”

## Munkái

### Verskötetei
- In memoriam (Debrecen, 1911)
- Titkok (Budapest, 1926)
- A végtelen fasor (Budapest, 1930). A kötet saját versek mellett versfordításokat is tartalmaz.
- György Oszkár összegyűjtött versei (I. kötet; szerk. Szentimrey-Vén Dénes; Székesfehérvár, 2003).

### Versfordításai
- A rossz virágai (Békéscsaba, 1917; 2. kiadás: 1920). Válogatás Baudelaire Les Fleurs du Mal című (1857) kötetéből
- Jóság (Budapest, 1926). Paul Verlaine Sagesse című (1880) kötetéből
- Edmond Fleg és André Spire versei (Székesfehérvár, 1934).

### Regényfordítása
- Edgar Wallace A kék kéz (1929).

## Emlékezete
Székesfehérvárott tér, Gárdonyban utca viseli a nevét.